# Laçin (district)
Laçin is een Turks district in de provincie Çorum en telt 7.058 inwoners (2007). Het district heeft een oppervlakte van 262,4 km². Hoofdplaats is Laçin.
De bevolkingsontwikkeling van het district is weergegeven in onderstaande tabel.
| 1997   | 2000  | 2007  |
| ------ | ----- | ----- |
| 10.382 | 9.425 | 7.058 |